# Dionís Bennàssar
Dionís Bennàssar Mulet (* 3. April 1904 in Pollença (Mallorca); † 12. Dezember 1967 ebenda) war ein mallorquinischer Kunstmaler.

## Leben
Dionís Bennàssar, als Sohn einer Bauernfamilie geboren, entdeckte sehr bald seine besondere Neigung zum Zeichnen. Seine Begabung wurde in jungen Jahren von seinen Eltern unterstützt, die ihm den Unterricht im Zeichnen und Malen an der Kunstschule in Palma ermöglichten. Im Alter von 18 Jahren wurde er zum Militärdienst eingezogen. Er wurde im Rifkrieg in Marokko schwer verwundet und kehrte verletzt nach Mallorca zurück. Bedingt durch mangelnde Wundbehandlung verkrüppelte seine rechte Hand, was ihn jedoch nicht daran hinderte, sich weiter der Malerei zu widmen. 1926 studierte er bei Hermenegildo Anglada Camarasa. 1943 heiratete er Catalina Vicens. 1945 wurde sein Sohn Antonio geboren. Er verstarb plötzlich und unerwartet in der Nacht vom 12. Dezember 1967.

## Posthum
Posthum wurden ihm zahlreiche Ehrungen in Mallorca, Madrid und Valencia zuteil. 1981 wurde er zum Hijo Ilustre de Pollença ernannt. 2008 wurde ihm die Medalla d'Or del Consell de Mallorca verliehen.

## Werk
Bennàssars Werke sind gekennzeichnet durch  lebendige Farben und eine lange, lockere Pinselführung. Sein Stil absorbiert Textur und Farbe des Postimpressionismus und weist Momente der Verherrlichung auf.
Besondere Werke sind unter anderen:
- Plaça  Pollença,  Öl auf Leinwand, 1933
- Mort de Nureddunna, Öl auf Leinwand 60 × 80 cm,  1944
- Lo Pi de Formentor, Öl auf Leinwand, 1947
- Sense títol, Öl auf Leinwand  60 × 65 cm, 1951
- Perles i nacre, Öl auf Leinwand, 1963
- Cançó de les Àguiles, Öl auf Leinwand 100 × 81 cm,  1966

Perles i nacre ist eine Darstellung des Meeresbodens in einer Explosion von Licht, Schatten und Farbe. Diese Arbeit im Großformat wurde mit dem Llorenç Cerdà Award ausgezeichnet.

## Museo Dionís Bennàssar
Eine Ausführliche Sammlung befindet sich heute im Museum der Fundación Dionís Bennàssar in Pollença. Das Museum befindet sich im ehemaligen Wohnhaus der Familie Dionís Bennàssar und zeigt dem Besucher neben seinen Werken und seinem Atelier auch den privaten Lebensraum des Künstlers.